# Honorátusz
A Honorátusz latin eredetű név, aminek a jelentése megtisztelt, tiszteletteljes. Női párja: Honoráta.

## Rokon nevek
- Honorát:[1] a Honorátusz rövidülése.[2]

## Gyakorisága
Az 1990-es években a Honorátusz és a Honorát szórványos név volt, a 2000-es években nem szerepelnek a 100 leggyakoribb férfinév között.

## Névnapok
Honorátusz, Honorát:
- január 16.[2]